# Ausfallrate
Die Ausfallrate ist eine Kenngröße für die Zuverlässigkeit eines Objektes. Sie gibt an, wie viele Objekte in einer Zeitspanne durchschnittlich ausfallen. Sie wird angegeben in 1/Zeit, also Ausfall pro Zeitspanne. Wenn die Ausfallrate zeitlich konstant ist, wird sie üblicherweise mit λ bezeichnet. Dann ist λ der Kehrwert der mittleren Lebensdauer MTTF, bei reparablen Objekten die mittlere Zeit zwischen zwei Ausfällen MTBF. Eine spezielle Einheit für die Ausfallrate ist FIT Failure In Time mit der Einheit „Ausfälle pro 109 Stunden“.
Die Ausfallsrate wird in der Ereigniszeitanalyse in der Statistik auch als Hazardrate (englisch hazard: Gefahr, Zufall, Risiko) bezeichnet. Daraus lässt sich die Wahrscheinlichkeit dafür ermitteln, dass zu einem festen Zeitpunkt ein bestimmtes Ereignis (beispielsweise Tod einer Person, Verkauf einer Ware, Zerfall eines radioaktiven Elements) eintritt. Man spricht auch von einer momentanen Neigung zum Zustandswechsel.
Für den Vergleich zweier Ausfallraten kann ein Quotient gebildet werden, das Hazard-Verhältnis (englisch hazard ratio, kurz: HR), das das Risiko einer Hazardrate im Vergleich zur anderen abbildet. Dieses Hazard-Verhältnis wird insbesondere in randomisierten kontrollierten Studien zum Vergleich zweier oder mehrerer Medikamente eingesetzt.

## Ausfallrate und Zuverlässigkeit
Die Ausfallrate ist, abgesehen vom Vorzeichen, der Quotient aus der Zeitableitung der Zuverlässigkeit und der Zuverlässigkeit selbst:
{\displaystyle h(t)=-{\frac {\frac {dR(t)}{dt}}{R(t)}}}.
Umgekehrt kann die Zuverlässigkeit durch die Überlebensfunktion {\displaystyle R(t)}, auch als Zuverlässigkeitsfunktion bezeichnet, bestimmt werden zu:
{\displaystyle R(t)=e^{-{\int \limits _{0}^{t}h(x)dx}}}
Beispiel: Hält ein Objekt mit konstanter Ausfallrate, dies entspricht einer Exponentialverteilung der Zuverlässigkeitsfunktion und in diesem Fall ist {\displaystyle h(t)=\lambda }, im Durchschnitt 100 Stunden, ist die Ausfallrate λ = 1/360000s.
Das Inverse der Ausfallrate ist der Mills-Quotient.

## Veränderungen in der Ausfallrate
Die Ausfallrate hängt zunächst davon ab, ob das Objekt im Einsatz steht oder nicht. Beispielsweise wird bei Motoren die Ausfallrate pro Betriebsstunde angegeben. Die Ausfallrate hängt stark von der Umgebung, insbesondere von der Temperatur ab. Nach der RGT-Regel verdoppelt sich die Ausfallrate für eine Temperatursteigerung um etwa 10 °C. Temperaturzyklen (Wärme-Kälte) erhöhen die Ausfallrate massiv (vergleiche dynamische Belastung in Wöhlerversuch). Auch Erschütterungen, Strahlung (Sonnenlicht, Höhenstrahlung), Feuchtigkeit oder chemische Stoffe (z. B. salzige Luft) erhöhen die Ausfallrate. Dies wird in Alterungstest, wie dem Highly Accelerated Life Test, bewusst ausgenutzt.
Die Ausfallrate hängt auch vom Alter des Objekts ab. Typischerweise verfolgt die Ausfallrate eine Badewannenkurve: Am Anfang des Lebens ist die Ausfallrate hoch infolge von „Kinderkrankheiten“: Produktionsfehlern und Einschaltstress. Objekte, die diese Phase überlebt haben, zeigen danach zunächst eine kleinere Ausfallrate. Daher werden Objekte – insbesondere in der Elektronik – nach der Herstellung einem Temperaturstress vor dem Testen unterworfen, um Objekte auszulesen, welche die Kinderkrankheiten bereits hinter sich haben („Burn-In“).
Danach bleibt die Ausfallrate eine ziemlich lange Zeit konstant, dies ist der Boden der Badewanne.
Diese konstante Ausfallrate ist die Basis der meisten Zuverlässigkeitsberechnungen, weil sie mathematisch einfach zu behandeln ist.
Mit zunehmendem Alter vergrößert sich die Ausfallrate wieder infolge „Alterskrankheiten“: mechanischer Verschleiß, chemische Zersetzung der Materialien, Isolationsdurchbruch bei elektrischen Anlagen, Einwirkung von UV-Strahlung oder Neutronenbeschuss auf die Materialfestigkeit.
Schließlich hängt die Ausfallrate von der Qualität der Wartung ab.

## Ermittlung der Ausfallrate

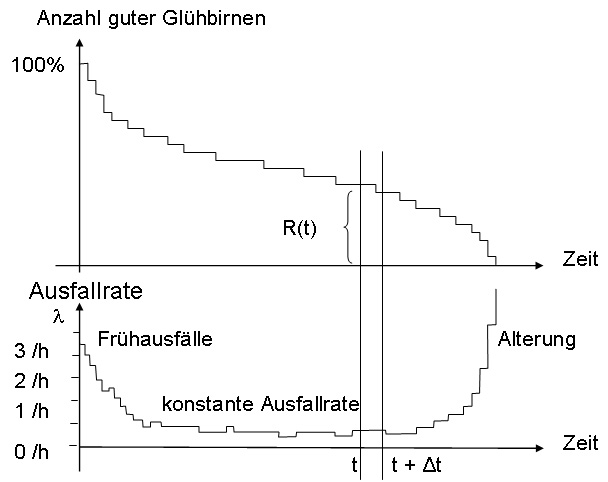
Ausfallratemessungen an Glühlampen
oben: Kurve der funktionierenden Exemplare über der Zeit
unten: Ausfallsrate, es ergibt sich hier ein auch für viele andere Produkte typisches Badewannenprofil der Ausfallwahrscheinlichkeit

Die Ausfallrate kann nicht an einem einzelnen Objekt gemessen werden. Sie wird aus Beobachtungen an einer größeren Anzahl gleicher Objekte geschätzt. In einem solchen statistischen Experiment wird die empirische Verteilungsfunktion der Lebensdauer bestimmt. Die empirische Verteilungsfunktion ist eine Stufenfunktion mit einer Stufe für jeden ermittelten Ausfallzeitpunkt. Der Kaplan-Meier-Schätzer ist besser als der naive Schätzer, wenn zensierte Daten vorliegen.
Die Ausfallrate zu einer bestimmten Zeit ist dann gegeben durch die Anzahl Objekte, die in einem bestimmten Zeitintervall (z. B. einen Tag) ausfallen, dividiert durch die Anzahl guter Objekte am Anfang des Zeitintervalls.
Zum Beispiel werden 10.000 Glühlampen gemessen (Bild). Am 19. Tag blieben noch 9.600 Birnen übrig, und an diesem Tag fielen fünf Glühlampen aus. Die Ausfallrate am 19. Tag war also 5/9600/24 = 21,7 pro Million Stunden = 21 700 FIT.
Statistisch gesehen ist es nämlich gleichwertig, ob die Ausfallrate in Ausfall pro Stunde eines bestimmten Objektes oder in Anzahl ausgefallene Objekte pro Stunde einer großen Menge angegeben ist.
Oft wird diese Messung unter erhöhtem Temperaturstress und insbesondere unter Temperaturzyklen oder unter Bestrahlung durchgeführt, um die Lebenszeit zu verkürzen und schneller zu Resultaten zu kommen.
Damit lassen sich Kataloge der Ausfallrate der Bauteile erstellen, wie z. B. die MIL-HDBK-217 der USA
Streitkräfte. Die darin enthaltene Ausfallraten werden für verschiedene Einsatzgebiete (Gebäude, Fahrzeuge, Schiffe, Helikopter, …) und Temperaturen angegeben.
Die Ingenieure können auch diese Ausfallraten korrigieren oder schätzen aus Erfahrungen der Reparaturwerkstatt.
Auch können mathematische Modelle die Ausfallrate voraussagen, z. B. durch Berechnung von Risswachstum an Turbinenschaufeln.

## Systeme von Objekten
Bei einem System von Objekten wird die Ausfallrate des Systems berechnet als die Summe der Ausfallrate der einzelnen Elemente. Dabei wird davon ausgegangen, dass der Verlust irgendeines Elements zum Ausfall des Systems führt, was nicht der Fall ist, wenn das System Redundanz enthält (siehe MTBF).
Zum Beispiel besteht eine Blinklampe aus
- 20 Widerstände: 20 · 0,1 FIT
- 3 Transistoren: 3 · 1 FIT
- 2 Kondensatoren: 2 · 0,5 FIT
- 1 Batterie: 200 FIT.

Die totale Ausfallrate ist Summe aus allen Ausfallraten und somit 206 FIT.
Die mittlere Lebensdauer beträgt demnach 554 Jahre.
Dieser Wert für die mittlere Lebensdauer gilt aber nur unter der Voraussetzung, dass die Batterie regelmäßig ausgewechselt wird: Die Batterie hat zu Anfang eine kleine Ausfallrate, die aber mit zunehmendem Alter stark ansteigt.

## Zusammenhänge
Wenn {\displaystyle f(t)} die Wahrscheinlichkeitsdichte für einen Ausfall zur Zeit {\displaystyle t} ist, dann bestimmt die Funktion
{\displaystyle h(t)={\frac {f(t)}{1-F(t)}}}
mit der Lebensdauer {\displaystyle t} als reeller Variablen die Ausfallrate {\displaystyle \lambda } zu einem Zeitpunkt {\displaystyle t}. Die Ausfallwahrscheinlichkeit {\displaystyle F(t)} ist:
{\displaystyle F(t)=\int \limits _{0}^{t}f(\tau )\,\mathrm {d} \tau }.
Alternativ kann man die Ausfallrate im Zusammenhang zur Überlebensfunktion {\displaystyle R(t)} ausdrücken als:
{\displaystyle h(t)={\frac {f(t)}{1-F(t)}}={\frac {f(t)}{R(t)}}={\frac {{\frac {\mathrm {d} }{\mathrm {d} t}}F(t)}{R(t)}}={\frac {{\frac {\mathrm {d} }{\mathrm {d} t}}\left(1-R(t)\right)}{R(t)}}=-{\frac {\mathrm {d} }{\mathrm {d} t}}\ln \left(R(t)\right)}.
Damit ergibt sich:
{\displaystyle h(t)=-{\frac {\mathrm {d} }{\mathrm {d} t}}\ln(1-F(t))}
und damit
{\displaystyle F(t)=1-e^{-\int \limits _{0}^{t}h(\tau )\,\mathrm {d} \tau }}.

Wahrscheinlichkeitsdichtefunktionen von Exponentialverteilungen mit unterschiedlichen Ausfallraten

Bei der Exponentialverteilung (die bei der Ereigniszeitanalyse von Bedeutung ist) gilt
{\displaystyle f(t)=\lambda e^{-\lambda t}},
und es gilt folgender Zusammenhang:
{\displaystyle F(t)=\int _{0}^{t}\lambda e^{-\lambda \tau }\,\mathrm {d} \tau =1-e^{-\lambda t}}.
Damit ergibt sich bei der Exponentialverteilung eine zeitlich konstante Ausfallrate:
{\displaystyle h(t)={\frac {f(t)}{R(t)}}={\frac {\lambda e^{-\lambda t}}{e^{-\lambda t}}}=\lambda }.

## Kreditwesen
Die Ausfallrate bestimmt sich nach den eingestuften Krediten, multipliziert mit deren Ausfallwahrscheinlichkeit.